# Трегуб, Илона Владимировна
Илона Владимировна Трегуб (род. 29 июня 1970) — российский экономист, к. т. н (2000), д.э.н. (2010), профессор, профессор Департамента математики, Финансовый университет при Правительстве Российской Федерации .

## Научные интересы
- Прогнозирование на финансовых рынках.
- Рынок дополнительных услуг сотовой связи (VAS-услуги).
- Имитационное моделирование социально-экономических процессов.
- Методика преподавания специальных дисциплин.

## Основные публикации
Является автором более 100 научных работ в области прикладной математики в исследованиях физических и экономических систем, обработки статистической информации, анализа финансовых рынков, эконометрики, экономического анализа и имитационного моделирования.

### Монографии
- Математические модели динамики экономических систем монография.- М.: Финакадемия. 2009, 160 с.
- Прогнозирование экономических показателей на рынке дополнительных услуг сотовой связи — М.: Изд-во ПСТМ. 2009. 195 с.
- Ценообразование на российском рынке VAS-услуг — М.: Изд-во ПСТМ, 2010. 283с.

### Учебники и учебные пособия
- Имитационное моделирование, М.: Изд-во ФА, 2007.
- Технический анализ фондового рынка, М.: ПТСМ, 2011.

### Учебно-методические комплексы
- Моделирование ценообразования на финансовых рынках
- Имитационное моделирование
- Технический анализ фондового рынка
- Advanced Econometrics

## Награды
- Диплом лауреата Всероссийской выставки «Золотой фонд отечественной науки» за лучшее учебно-методическое издание в отрасли на учебное пособие «Имитационное моделирование», 2007.
- Почётное Звание и Нагрудный знак «Заслуженный работник науки и образования», 2008.
- Грамота Финансового университета при Правительстве РФ за третье место в конкурсе на лучшие учебно-научные издания Финакадемии в номинации «Монография», 2009.
- Медаль им. Вильгельма Лейбница (MEDAL EUROPEAN SCIENTIFIC AND INDUSTRIAL CONSORTIUM «ESIC» — Wilhelm Leibniz), 2014.
- Почётная грамота Финансового университета. За плодотворную деятельность по подготовке профессиональных кадров, значительный вклад в развитие университета, успехи в трудовой деятельности и в связи с 95-летием Финуниверситета, 2014.
- Почётная грамота Министерства науки и высшего образования Российской Федерации. За значительные заслуги в сфере образования и многолетний добросовестный труд, 2019.